# Jean Lefeuvre (jésuite)
Pour les articles homonymes, voir Lefeuvre.
Pour le peintre, voir Jean Lefeuvre.
Ne doit pas être confondu avec Jean Lefèvre.
Jean Lefeuvre, né le 5 juillet 1922 à Chemiré-le-Gaudin (France) et décédé le 24 septembre 2010 à Taipei (Taiwan) était un prêtre jésuite français, missionnaire en Chine, sinologue, écrivain et collaborateur au grand 'dictionnaire Ricci'.

## Biographie
Né le 5 juillet 1922 à Chemiré-le-Gaudin, village du Pays de la Loire, le jeune Jean entre au noviciat des Jésuites le 6 octobre 1940.  Malgré les circonstances politiques difficiles il part comme missionnaire en Chine après la Seconde Guerre mondiale. A la fin de sa formation spirituelle et intellectuelle il est ordonné prêtre 16 avril 1952 par Mgr Kung Pin-mei, premier évêque chinois de Shanghai, dans l’église Saint-Ignace.   
De cette époque date son livre qui est un grand succès de libraire : Les Enfants dans la ville; chronique de la vie chrétienne à Shanghai (1949-1955). Il y décrit avec lucidité et même un brin d’humour[réf. nécessaire] les difficiles conditions de vie des chrétiens alors que le pouvoir communiste étend son influence dans toutes les sphères de la vie en Chine. Comme tous les missionnaires étrangers Lefeuvre doit quitter la Chine continentale.
Installé à Taipei (Taïwan) le père Lefeuvre est un des membres fondateurs de l’Institut Ricci de Taipei et collabore étroitement avec le père Yves Raguin et d’autres sinologues à la confection du grand dictionnaire chinois-français, appelé le ‘Grand Ricci’. Il en est en fait le collaborateur principal pour la section étymologique.  
Lefeuvre devient une autorité mondiale en ce qui concerne l’interprétation des ‘inscriptions oraculaires’ de Chine, et plus tard des ‘inscriptions de bronze’ également. Il en publia plusieurs catalogues et ses recherches dans ce domaine extrêmement spécialisé furent publiées en de nombreuses revues savantes.  À sa mort il laissa à l’état de manuscrit un ‘Dictionnaire des inscriptions de bronze’ qui sera publié à titre posthume.
Outre ces activités intellectuelles le père Lefeuvre était également un pasteur et missionnaire, fondateur de plusieurs communautés chrétiennes dans l’île. Dans le centre Aurore qu’il dirigea durant de nombreuses années il recevait les groupes de prière ‘Taizé’. 
Le père Jean Lefeuvre mourut le soir du 24 septembre 2010, à Taipei.

## Décorations
- Commandeur de l'ordre des Arts et des Lettres (2008)

## Écrits
- Les Enfants dans la ville; chronique de la vie chrétienne à Shanghai (1949-1955), Paris-Tournai, Casterman, 1957, 366p.
- Deux livres en chinois, et de nombreux articles scientifiques en chinois ou anglais.